# Neoarcturus youngi
Neoarcturus youngi là một loài chân đều trong họ Holidoteidae. Loài này được Kensley miêu tả khoa học năm 1978.